# Ophiomusium australe
Ophiomusium australe is een slangster uit de familie Ophiolepididae.
De wetenschappelijke naam van de soort werd in 1928 gepubliceerd door Hubert Lyman Clark.